# Agama montana
Agama montana är en ödleart som beskrevs av Barbour och Loveridge 1928. Agama montana ingår i släktet Agama och familjen agamer. Inga underarter finns listade i Catalogue of Life.
Arten förekommer i Ulugurubergen i Tanzania. Honor lägger ägg.